# Boeing Model 493
Model 493 fue la designación dada por la Fuerza Aérea de los Estados Unidos a un propuesto gran avión de transporte turbohélice que debía haber sido construido a principios de los años 50 por el constructor aeronáutico Boeing, para su uso por las fuerzas armadas estadounidenses. El proyecto fue cancelado en una etapa temprana. Ningún avión fue construido.

## Diseño y desarrollo
El modelo proponía la utilización de componentes principales provenientes del Boeing C-97, cuatro motores turbohélice, fuselaje de diámetro aumentado y alas de gaviota para reducir la altura de la rampa de carga trasera. La cola tendría una disposición clásica, con los estabilizadores horizontales en la parte superior del fuselaje. El tren de aterrizaje sería triciclo retráctil, con las unidades principales retrayéndose en las góndolas motoras interiores. Además, dispondría de una unidad principal extra en la línea central del fuselaje.

### Desarrollos relacionados
- Boeing C-97 Stratofreighter

### Secuencias de designación
- Secuencia Numérica (interna de Boeing): ← 466 - 474 - 479 - 493 - 701 - 818 - 953 →